# Johan Wikström (idrottsman)
Johan Wikström, född 16 mars 1992 i Nynäshamn, är en svensk idrottsman (wakeboard) och landslagstränare.
Wikström började åka wakeboard 2003 och tog året efter SM-medalj i pojkklassen vid en tävling i Uddevalla. År 2006 tog han guldmedalj i samma klass i Nynäshamn. Under åren 2015-2018 tog Wikström fyra guldmedaljer i open men-klassen i svenska mästerskapen. Sedan 2018 är han tränare för det svenska landslaget.